# Easy Money (film, 1948)
Pour les articles homonymes, voir Easy Money.
Pour plus de détails, voir Fiche technique et Distribution.
Easy Money est un film britannique réalisé par Bernard Knowles, sorti en 1948.
Film en quatre parties montrant quatre versions de joueurs gagnants ou rêvant de gagner le gros lot en pariant sur les résultats des matches de football.

## Synopsis
Dans la première histoire, qui est une comédie, une famille de banlieue dirigée par Jack Warner, devient richissime à la suite de la victoire de l'équipe de football sur laquelle ils avaient pariés. Finalement, ils regrettent la vie qu'ils menaient auparavant et souhaitent ne jamais avoir gagné l'argent. La plus jeune fille annonce qu'en fait elle a oublié de le publier et qu'ils retrouvent tous leur vie auparavant heureuse. Mais ensuite, on découvre que c'était une entrée précédente qu'elle avait oublié de publier et le coupon gagnant a été envoyé par la poste, et ils décident qu'ils ont appris une leçon et résolvent de ne pas laisser l'argent ruiner leur bonheur.
Dans la seconde histoire, un commis aux manières douces marié à une femme dominatrice gagne un gros montant mais s'inquiète lorsque sa femme insiste pour qu'il quitte son emploi banal. Il trouve la perspective d'avoir à dire à son employeur qu'il démissionne si intimidante, qu'il complote avec un ami qu'il simulera la maladie comme moyen de partir, mais cela s'avère si éprouvant qu'il souffre d'une crise cardiaque et meurt avant de démissionner pour de bon.
La troisième histoire est un crime impliquant un vérificateur de coupons à temps partiel et sa petite amie, une chanteuse de boîte de nuit qui conçoivent un stratagème pour détourner le pot gagnant lors d'un très gros pari.
La dernière histoire, une autre comédie, concerne un contrebassiste désabusé, qui après une large victoire de son équipe de football, découvre qu'il manque beaucoup à ses anciens amis de l'orchestre qu'il a quitté. Il décide de devenir leur mécène, sous la condition que la section basse ait une importance inhabituelle dans la programmation orchestrale.

## Fiche technique
- Titre : Easy Money
- Réalisation : Bernard Knowles
- Assistant-réalisateur : Ernest Morris
- Scénario : Muriel Box et Sydney Box, d'après la pièce de théâtre d'Arnold Ridley
- Photographie : Jack Asher
- Montage : Vladimir Sagovsky
- Musique : Temple Abady
- Production : A. Frank Bundy
- Société(s) de production : Gainsborough Pictures
- Durée : 94 minutes
- Dates de sortie :
  - Royaume-Uni : 21 janvier 1948 (Londres)
  - Royaume-Uni : 23 février 1948

## Distribution
- Greta Gynt : Pat Parsons
- Dennis Price : Joe Henty
- Jack Watling : Dennis Stafford
- Jack Warner : Philip Stafford
- Mervyn Johns : Herbert Atkins
- Edward Rigby : Edward Teddy Ball
- Bill Owen : M. Lee
- Guy Rolfe : Archie
- David Tomlinson : Martin
- Mabel Constanduros : Grandma Stafford
- Petula Clark : Jackie Stafford
- Maurice Denham : Inspecteur Kirby
- Grey Blake : Wilson
- Frank Cellier : Directeur
- Constance Smith (non créditée) : Secrétaire de Wilson